# 사랑하는 은동아
《사랑하는 은동아》는 2015년 5월 29일부터 2015년 7월 18일까지 JTBC에서 방영된 텔레비전 드라마이다. 기존 JTBC 금토 드라마 시간대인 9시 45분에서 한 시간가량 앞당겨진 오후 8시 40분에 편성되었다.

## 줄거리
20년간 한 여자만을 사랑한 어느 남자의 기적 같은 사랑 이야기.

## 등장 인물

### 주요 인물
- 주진모 : 지은호(박현수, 37세) 역 (10대 : 진영 → 20대 : 백성현) - 영화배우
- 김사랑 : 서정은(지은동, 33세) 역 (10대 : 이자인 → 20대 : 윤소희) - 대필작가
- 김태훈 : 최재호(35세) 역 - 전직 야구투수, 서정은의 남편（20대 : 나인우)
- 김유리 : 조서령(35세) 역 - 명성그룹 상속녀, 명성호텔 기획실장

### 은호네
- 김윤서 : 박현아(35세) 역 - 박현수의 동생, 세브란스병원 신경외과 의사
- 이영란 : 박현수의 어머니(63세) 역
- 정동환 : 박현수의 아버지(70세) 역
- 신린아 : 유민아 역 - 박현아의 딸

### 정은이네
- 남경읍 : 서 감독(58세) 역 - 서정은의 양아버지, 프로야구단 투수코치
- 서갑숙 : 박 여사(56세) 역 - 서정은의 양어머니
- 박민수 : 최라일(10세) 역 - 서정은의 아들
- 김효진 : 박 여사(61세) 역 - 최재호의 어머니
- 손영순 : 지은동(서정은)의 할머니 역

### DM엔터
- 김용희 : 이현발(37세) 역 (10대 ~ 20대 : 동하) - 지은호의 친구, 대표
- 김민호 : 고동규(29세) 역 - 지은호의 매니저

### 그외 인물
- 김미진 : 고미순 역 - 강남의 고급 미용실 원장
- 남정희 : 한글교실 할머니 역 - 은호의 편지 소지
- 김현준 : 김 비서 역
- 윤희원 : 형사 역
- 장기용 : 이석태 역
- 성찬호
- 설창희
- 안성건
- 임재민
- 전진우
- 이윤상 : 편집국장 역
- 신문성 : 의사 역
- 김태엽
- 장태민
- 주민경

### 우정출연
- 김영웅 : 감독 역

### 특별출연
- 공서영 : 공서영 역 - 씨네인터뷰 진행자
- 고수희 : 박정은 역 - 드라마작가

## 시청률
최저 시청률과 최고 시청률은 시청률 조사회사와 지역별로 시청률에 차이가 있을 수 있습니다.
| 2015년 | 2015년   | 2015년     |
| 회차   | 방송일   | AGB 시청률 |
| ------ | -------- | ---------- |
| 제1화  | 5월 29일 | 0.965%     |
| 제2화  | 5월 30일 | 0.753%     |
| 제3화  | 6월 5일  | 1.227%     |
| 제4화  | 6월 6일  | 0.958%     |
| 제5화  | 6월 12일 | 1.386%     |
| 제6화  | 6월 13일 | 1.549%     |
| 제7화  | 6월 19일 | 1.455%     |
| 제8화  | 6월 20일 | 1.537%     |
| 제9화  | 6월 26일 | 1.406%     |
| 제10화 | 6월 27일 | 1.537%     |
| 제11화 | 7월 3일  | 1.643%     |
| 제12화 | 7월 4일  | 1.371%     |
| 제13화 | 7월 10일 | 1.629%     |
| 제14화 | 7월 11일 | 1.408%     |
| 제15화 | 7월 17일 | 1.833%     |
| 제16화 | 7월 18일 | 1.505%     |

## 동시간대 드라마
tvN 금토드라마
- 《구여친클럽》 : (2015년 5월 8일 ~ 2015년 6월 13일)
- 《오 나의 귀신님》 : (2015년 7월 3일 ~ 2015년 8월 22일)

한국방송공사 금토드라마
- 《프로듀사》 : (2015년 5월 15일 ~ 2015년 6월 20일)